# ویگارانو مایناردا
ویگارانو مایناردا (به ایتالیایی: Vigarano Mainarda) یک کومونه در ایتالیا است که در استان فرارا واقع شده‌است.

## خصوصیات
ویگارانو مایناردا ۴۲٫۳ کیلومترمربع مساحت و ۷٬۶۲۶ نفر جمعیت دارد و ۱۰ متر بالاتر از سطح دریا واقع شده‌است.

## خواهرخوانده
شهرهای Caudebec-lès-Elbeuf، شالگوتاریان و التومانت خواهرخوانده‌های ویگارانو مایناردا هستند.